# Ottilie Reylaender
Ottilie Reylaender född 1882 i Wesselburen, död 29 mars 1965 i Berlin var en tysk bildkonstnär och betraktas son en pionjär inom den tyska moderna konsten.

## Biografi
Efter studier vid en konstskola blev Reylaender 1898 elev hos konstnären Fritz Mackensen, som grundat konstnärskolonin Worpswede utanför Bremen. Två år senare reste hon till Paris och bodde i väninnan Paula Modersohns atelje. Hon studerade vidare vid akademierna Julian och Colarossi och reste till Rom 1908.

## Utställningar (urval)
- 2018 – Waldemarsudde, Stockholm.[4]